# Orihuela
Orihuela (valencianisch Oriola) ist eine spanische Mittelstadt mit 83.720 Einwohnern (Stand: 2024) in der Provinz Alicante. Orihuela ist der Sitz des im Jahr 1959 gegründeten Bistums Orihuela-Alicante und die Hauptstadt des Verwaltungsbezirks Vega Baja del Segura.

## Lage und Klima

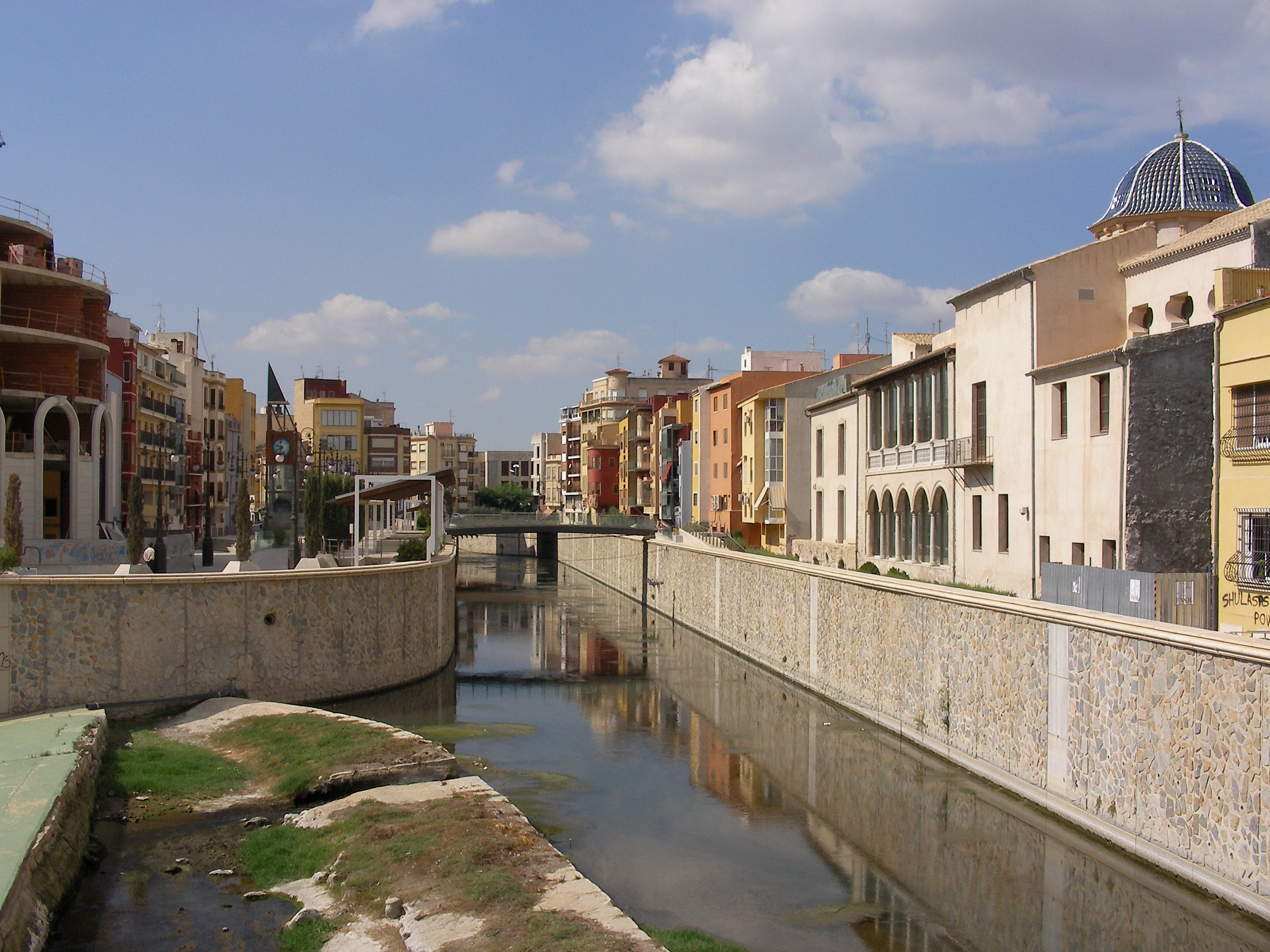
Río Segura in Orihuela

Das quer vom Río Segura durchflossene Stadtgebiet Orihuelas reicht von den Bergen im Hinterland bis zur ca. 30 km (Luftlinie) entfernten Küste. Orihuela gehört als Gemeinde insgesamt zum spanischen Sprachgebiet, der Gemeindeteil Barbarroja (offiziell auf Spanisch und Valencianisch, inoffiziell valencianisch auch Barba-roja) ist jedoch traditionell valencianisch-sprachig. Das Klima der Stadt wird in hohem Maße vom Mittelmeer beeinflusst; der eher spärliche Regen (ca. 300–400 mm/Jahr) fällt hauptsächlich im Winterhalbjahr. Im September 2019 wurde Orihuela jedoch von einem starken Unwetter heimgesucht. Innerhalb von drei Tagen fielen 500 mm Niederschlag, der höchste Wert seit Beginn der Wetteraufzeichnungen.

## Bevölkerungsentwicklung
| Jahr      | 1857   | 1900   | 1950   | 2001   | 2021   |
| Einwohner | 25.826 | 28.530 | 19.994 | 54.390 | 78.486 |

Aufgrund der Zuwanderung aus ländlichen Regionen infolge der Mechanisierung der Landwirtschaft, der Aufgabe bäuerlicher Kleinbetriebe („Höfesterben“) und des daraus resultierenden Verlusts von Arbeitsplätzen auf dem Land ist die Einwohnerzahl der Gemeinde seit Beginn des 19. Jahrhunderts deutlich angewachsen („Landflucht“).

## Geschichte

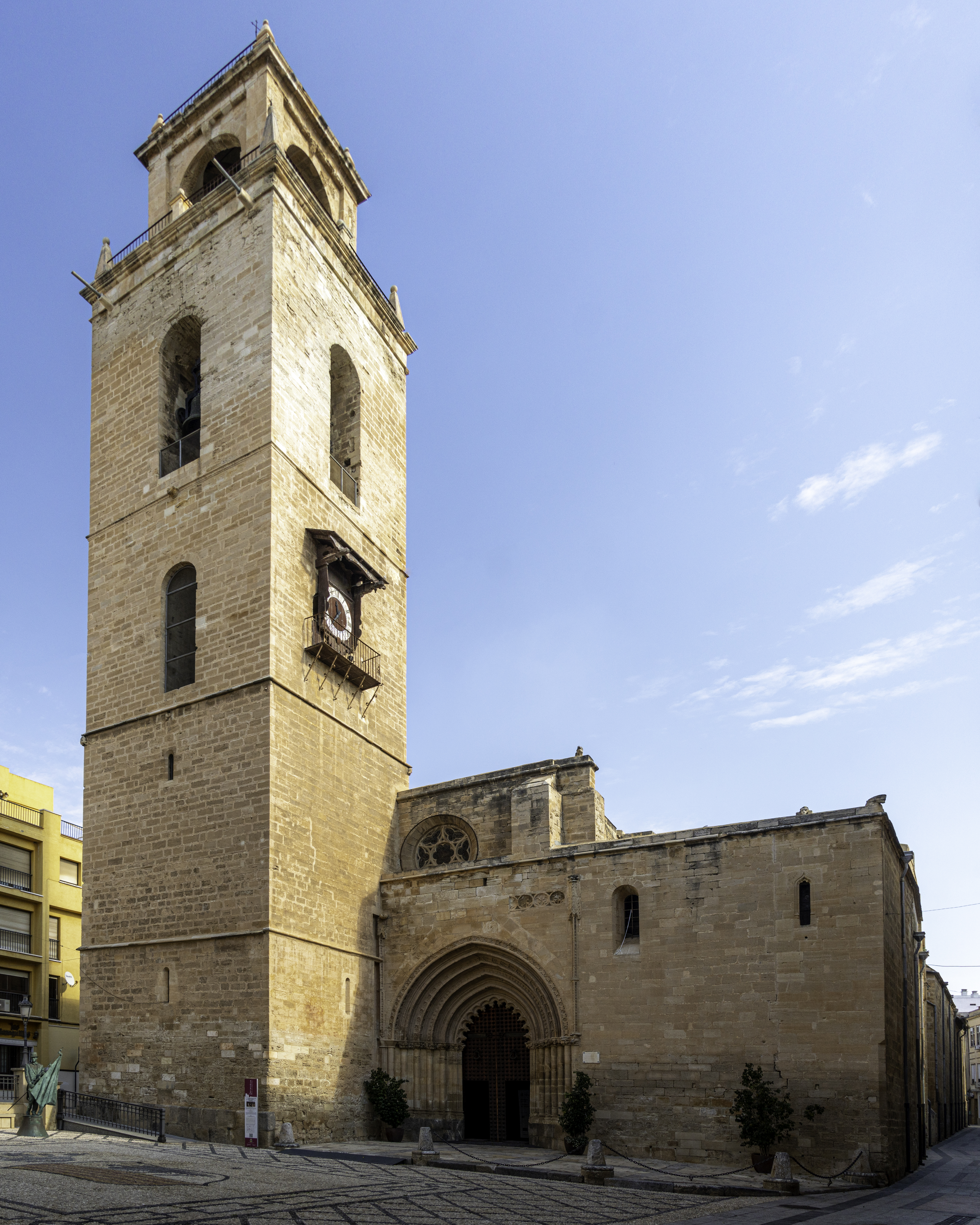
Kathedrale von Orihuela

Die erste urkundliche Erwähnung stammt aus dem Jahr 576, als Orihuela Hauptstadt der römischen Provinz Aurariola genannt wird, für die sie auch den Namen stiftet. Am 5. April 713 wird der westgotische Heerführer Theodomir zum König von Todmir ernannt; dessen Hauptstadt war Ûriûla. Im Jahr 788 wird das Reich Todmir Provinz des Ummayyaden-Emirats von Córdoba mit der Regionalhauptstadt Murcia. Im Jahr 1037 geht die Provinz an das Emirat von Valencia, bevor es nur 16 Jahre später an das als Fürstentum Murcia an das Königreich von Dénia fällt und 1086 wieder seine Unabhängigkeit erlangt. Im Jahr 1212 wird aus dem Fürstentum das Königreich Murcia. Knapp hundert Jahre später (1304) liegt Orihuela direkt an der Grenze zwischen den Königreichen Kastilien und Aragón.
Im Jahr 1366 wird die Stadt Teil des Königreichs Aragón. Vierzehn Jahre später wird Orihuela Hauptstadt des Interior de Orihuela, das zwei Drittel der heutigen Fläche der Provinz ausmachte. Am 11. September 1437 wird Orihuela erstmals als „Stadt“ (villa) bezeichnet. Im Jahr 1510 schuf Papst Julius II. ein Bistum – eine Entscheidung, die jedoch unter seinen Nachfolgern Leo X. und Clemens VII. wieder rückgängig gemacht wurde. Papst Pius IV. kreierte im Jahr 1564 erneut ein Bistum mit Sitz in Orihuela. 1707 erhob König Philipp V. Orihuela zur Hauptstadt der gleichnamigen Provinz. Dreißig Jahre später (1737) wurden Alicante, Elche, Monforte del Cid, Xixona, Villajoyosa, Agost, Busot, San Juan und Mutxamel von der Provinz Orihuela unabhängig und bildeten die Provinz Alicante. Im Jahr 1799 wird auch Orihuela Teil der Provinz.
Im Jahr 1810 wurde die Stadt unter Napoleon Bonaparte Teil der neuen Provinz Río Segura mit der Hauptstadt Murcia. Zwölf Jahre später erfolgte eine weitere Gebietsveränderung, durch die Orihuela Teil der Provinz Murcia wurde, doch bereits im Jahr 1833 kam die Stadt zurück in die Provinz Alicante. Im Jahr 1920 gab es nationalistische Bewegungen in Orihuela, die eine Rückkehr der Stadt zur Provinz Murcia forderten. Von 1988 bis 2006 zeigten unterschiedliche Studien der Universitäten von Andalusien, Kastilien und Murcia, dass Orihuela seit jeher eine engere Verbindung zu Murcia als zu Valencia hat: Dies betrifft u. a. die gesprochene Sprache (Aussprache, Wortschatz und Sprachgewohnheiten), Architektur, Landwirtschaft, Folklore, musikalische Feiern, Instrumente und Gastronomie.
Das neue Autonomiestatut vom 11. April 2006 der Valencianischen Gemeinschaft, das die Region Orihuela dialectalmente aufhob, verstärkte die nationalistische Bewegung und führte zu einem neuen Mangel an Einheit mit dem Rest der Valencianer. Die zentralistische Politik der valencianischen Regierung, zum Beispiel bei Gesundheitsinvestitionen, gab einigen politischen Initiativen des antivalencianischen Nationalismus Auftrieb.

## Sehenswürdigkeiten
- Die Burg (castillo) entstand wahrscheinlich im 8. Jahrhundert; aufgrund der wechselnden Herrschaftsverhältnisse erlebte sie jedoch mehrere bauliche Veränderungen, bis sie im 17. Jahrhundert überflüssig wurde.
- Der vom kastilisch-leonesischen König Alfons X. Ende des 13. Jahrhunderts unterstützte Bau der Kathedrale von Orihuela (spanisch Santa Iglesia Catedral del Salvador y Santa María) basiert auf einer westgotischen Kirche bzw. einer maurischen Moschee. Die ältesten Bauteile sind der minarettartige Glockenturm (campanario) und das Westportal, doch in der Folgezeit wurde weiter gearbeitet. Der Kreuzgang (claustro) stammt aus der Zeit um 1550.
- Der riesige Gebäudekomplex des Convento de Santo Domingo stammt im Wesentlichen aus dem 16./17. Jahrhundert. Er umfasst die Klosterkirche, zwei Kreuzgänge aus der Renaissance und dem Barock sowie zahlreiche Nebengebäude. Zwischen 1569 und 1824 dienten die Gebäude als Universität; heute ist in ihnen u. a. ein Kunstmuseum untergebracht.[7]

Umgebung
- Bei der Stadt befindet sich der nach dem von Elche zweitgrößte Palmenhain (palmeral) Spaniens mit zahlreichen Dattelpalmen, deren Früchte im Dezember geerntet werden.

## Persönlichkeiten

### Söhne und Töchter der Stadt
- Trinidad Huerta (1804–1875), Gitarrist
- Joaquin Agrasot (1836–1919), Maler
- Francisco Simón y Ródenas (1849–1914), Ordensgeistlicher, Bischof von Santa Marta in Kolumbien
- Miguel Hernández (1910–1942), Dichter und Dramatiker
- Bernardo Ruiz (1925–2025), Radrennfahrer
- Eva Ortiz Vilella (* 1975), Politikerin
- Elena López Riera (* 1982), Filmregisseurin und Künstlerin
- Jesús Noguera (* 1990), Dartspieler
- Paula Soria Gutiérrez (* 1993), Beachvolleyballspielerin
- Carmen Marco (* 1999), Sprinterin

### Persönlichkeiten, die in der Stadt gewirkt haben
- Gabriel Miró (1879–1930), spanischer Dichter, besuchte die Schule in Orihuela
- José García y Goldaraz (1893–1973), Bischof von Orihuela (1944–1953)
- Pablo Barrachina Estevan (1912–2008), Bischof von Orihuela (1954–1989)
- Francisco Álvarez Martínez (1925–2022), Bischof von Orihuela (1989–1995)
- Victorio Oliver Domingo (* 1929), Bischof von Orihuela (1996–2005)
- Rafael Palmero Ramos (1936–2021), Bischof von Orihuela (2005–2012)
- Jesús Murgui Soriano (* 1946), Bischof von Orihuela (seit 2012)